# Risoba albistriata
Risoba albistriata är en fjärilsart som beskrevs av Arnold Pagenstecher 1888. Risoba albistriata ingår i släktet Risoba och familjen trågspinnare. Inga underarter finns listade.